# Honeymoon Hotel
Honeymoon Hotel is een Amerikaanse filmkomedie in Metrocolor uit 1964 onder regie van Henry Levin. De film werd destijds in Nederland uitgebracht onder de titel Alleen kamers voor gehuwden.

## Verhaal
Ross Kingsley en Jay Menlow zijn vrouwenversierders; tot Ross' groot verdriet staat Jay echter op het punt in het huwelijksbootje te stappen met een van zijn vele veroveringen, Cynthia Hampton. Cynthia kan Jay's wilde verleden niet accepteren en blaast het huwelijk op het laatste moment af. Jay had al een huwelijksreis geboekt naar een hotel in Caribisch gebied speciaal voor pasgetrouwde stellen. Ross overtuigt Jay ervan dat er maar één manier is om Cynthia terug te winnen: het huwelijksreis te laten doorgaan om haar jaloers te maken. Ross oppert om met hem mee te gaan, in de hoop dat ze in het hotel opnieuw gezamenlijk vrouwen kunnen veroveren.
Vergezeld met Ross reist Jay af naar het hotel, alwaar de receptionist verward is door de komst van twee mannen. Wanneer hij erachter komt dat het hotel bedoeld is voor pasgetrouwde koppels en geen van de vrouwelijke gasten dus alleenstaand is, besluit Ross te vertrekken. Hij verandert echter van gedachten wanneer hij de aantrekkelijke werkster Lynn Hope tegen het lijf loopt. Jay wil ondertussen vroegtijdig vertrekken, maar Ross overtuigt hem ervan langer te blijven zodat hij uitgebreid de tijd heeft om Lynn te versieren. Zij ziet door zijn gladde praatjes heen en verzint een list om wraak te nemen op hem. Tot overmaat van ramp verschijnt ook zijn minnares Sherry Nugent met haar vriend (de getrouwde) Sampson, die niet geheel toevallig de baas van Ross is. Een reeks misverstanden volgen, waarbij Ross zowel zijn baan als zijn nieuwe vlam dreigt te verliezen.

## Rolverdeling
| Acteur          | Personage                    |
| --------------- | ---------------------------- |
| Robert Goulet   | Ross Kingsley                |
| Nancy Kwan      | Lynn Hope                    |
| Robert Morse    | Jay Menlow                   |
| Jill St. John   | Sherry Nugent                |
| Keenan Wynn     | Mr. Sampson                  |
| Anne Helm       | Cynthia Hampton              |
| Elsa Lanchester | Kamermeisje                  |
| Bernard Fox     | Hotelreceptionist            |
| Elvia Allman    | Mrs. Sampson                 |
| Sandra Gould    | Mabel - Switchboard Operator |
| David Lewis     | Mr. Hampton                  |
| Chris Noel      | Nancy Penrose                |
| Dale Malone     | Fatso                        |
| Paulene Myers   | Hogan - Ross' secretaresse   |

## Ontvangst
De film kreeg overwegend negatieve reacties van de Nederlandse pers, met vooral kritiek op het gebrek aan humor en het spel van Robert Goulet en Robert Morse. Zo schreef recensent van Trouw dat de schrijvers niet verder kwamen dan "een verzameling flauwiteiten" en had hij kritiek op de regie van Henry Levin en het spel van Robert Morse, die de recensent vergeleek met een "mislukte imitatie van Jerry Lewis". Criticus van De Waarheid schreef: "Er was een leuk verhaal van te maken, maar het werd een vrij vervelende geschiedenis met een lach-of-ik-schiet-stijl. Slechts een enkele maal viel er zonder revolverdreiging te grinniken, maar daar bleef het ook bij. [Robert Goulet] kon ons als gladgelikte charmeur niet bekoren en de gekke [Robert Morse] was net niet leuk genoeg."
Een enkele positieve review kwam van recensent van Het Parool, die schreef dat de "komische verwikkelingen [..] om te lachen zijn".